# Albert Rusnák (1994)
Albert Rusnák (* 7. července 1994, Vyškov) je slovenský fotbalový záložník a reprezentant, od roku 2022 hráč klubu Seattle Sounders FC z USA.
Jeho otcem je bývalý fotbalista a trenér Albert Rusnák, který pracoval chvíli i jako skaut Manchesteru City.

## Klubová kariéra
Narodil se v moravském Vyškově, kde jeho otec hrával kopanou za nedaleký klub Petra Drnovice. Na Slovensku hrál nejprve za KAC Košice a poté za 1. FC Košice (klub trénoval jeho otec a později zanikl, nově vznikl MFK Košice). V roce 2010 přestoupil do mládežnické akademie Manchesteru City, kde podepsal smlouvu na 3 roky a hrál v mládežnickém a rezervním týmu. Na začátku ročníku 2013/14 byl na krátkodobém hostování v třetiligovém anglickém klubu Oldham Athletic.
V lednu 2014 mu trenér rezervy Manchesteru City Patrick Vieira doporučil měsíční hostování v druholigovém Birmingham City FC. Debutoval v utkání FA Cupu 25. ledna proti velšskému týmu Swansea City AFC, odehrál kompletní utkání. Birmingham prohrál 1:2 a z anglického poháru vypadl. Hostování bylo hráči prodlouženo do konce sezony 2013/14.
V červenci 2014 odešel na hostování do nizozemského klubu SC Cambuur. V Eredivisie debutoval 9. srpna 2014 proti FC Twente a hned vstřelil gól, který znamenal remízu 1:1.
V prosinci 2014 se dohodl na přestupu z Manchesteru City do nizozemského FC Groningen, 3,5letá smlouva nabyla platnosti od 1. ledna 2015. 3. května 2015 zařídil dvěma góly vítězství 2:0 nad PEC Zwolle ve finále nizozemského poháru, na oba mu přihrál Jarchinio Antonia. Pro Groningen to byl historicky první triumf v této soutěži.
V lednu 2017 zamířil za oceán do klubu Real Salt Lake působícího v severoamerické lize Major League Soccer (MLS).

## Reprezentační kariéra
Albert Rusnák je mládežnickým reprezentantem Slovenska, nastupoval v kategoriích U18, U19 a U21. Se slovenskou „jedenadvacítkou“ slavil v říjnu 2016 postup z kvalifikace na Mistrovství Evropy 2017 v Polsku.
Trenér Pavel Hapal jej zařadil v červnu 2017 do 23členné nominace na šampionát v Polsku.
V listopadu 2016 jej trenér Ján Kozák poprvé nominoval do A-mužstva slovenské reprezentace. V něm debutoval 15. listopadu v přátelském utkání na stadionu Ernsta Happela ve Vídni proti domácímu Rakousku (remíza 0:0).

### Reprezentační zápasy
Zápasy Alberta Rusnáka v A-mužstvu Slovenska
| Rok                | Zápasy | Góly |
| ------------------ | ------ | ---- |
| 2016               | 1      | 0    |
| 2017               | 4      | 0    |
| Celkem             | 5      | 0    |
| Platí k 5. 9. 2017 |        |      |